# Шугай, Никола
Никола Шугай (словац. Nikola Šuhaj, настоящее имя Николай Петрович Сюгай; 3 апреля 1898, Нижняя Колочава, Австро-Венгрия — 16 августа 1921, полонина Жалопка) — закарпатский народный герой и разбойник. Благодаря книге чехословацкого автора Ивана Ольбрахта «Никола Шугай — разбойник» (чеш. Nikola Šuhaj loupežník) впервые изданной в 1933 году, стал легендой.

## Биография
Николай Шугай родился 3 апреля 1898 года в Нижней Колочаве в семье Петра и Агафьи Сюгай. В 1917 году был призван в австро-венгерскую армию, послан на фронт, по пути сбежал и спрятался в лесу, его вернули, но он сбежал и снова спрятался в лесу и до конца Первой мировой войны скрывался в окрестностях Колочавы.
Последовательно преследовался венгерской, румынской, а после вхождения Закарпатья в 1919 году в состав Чехословакии, чехословацкой полицией.
Какое-то время Николай Шугай вёл спокойный образ жизни, женился на Эржике Драч, из-за которой скрывался от армии, но через некоторое время снова стал разбойничать.

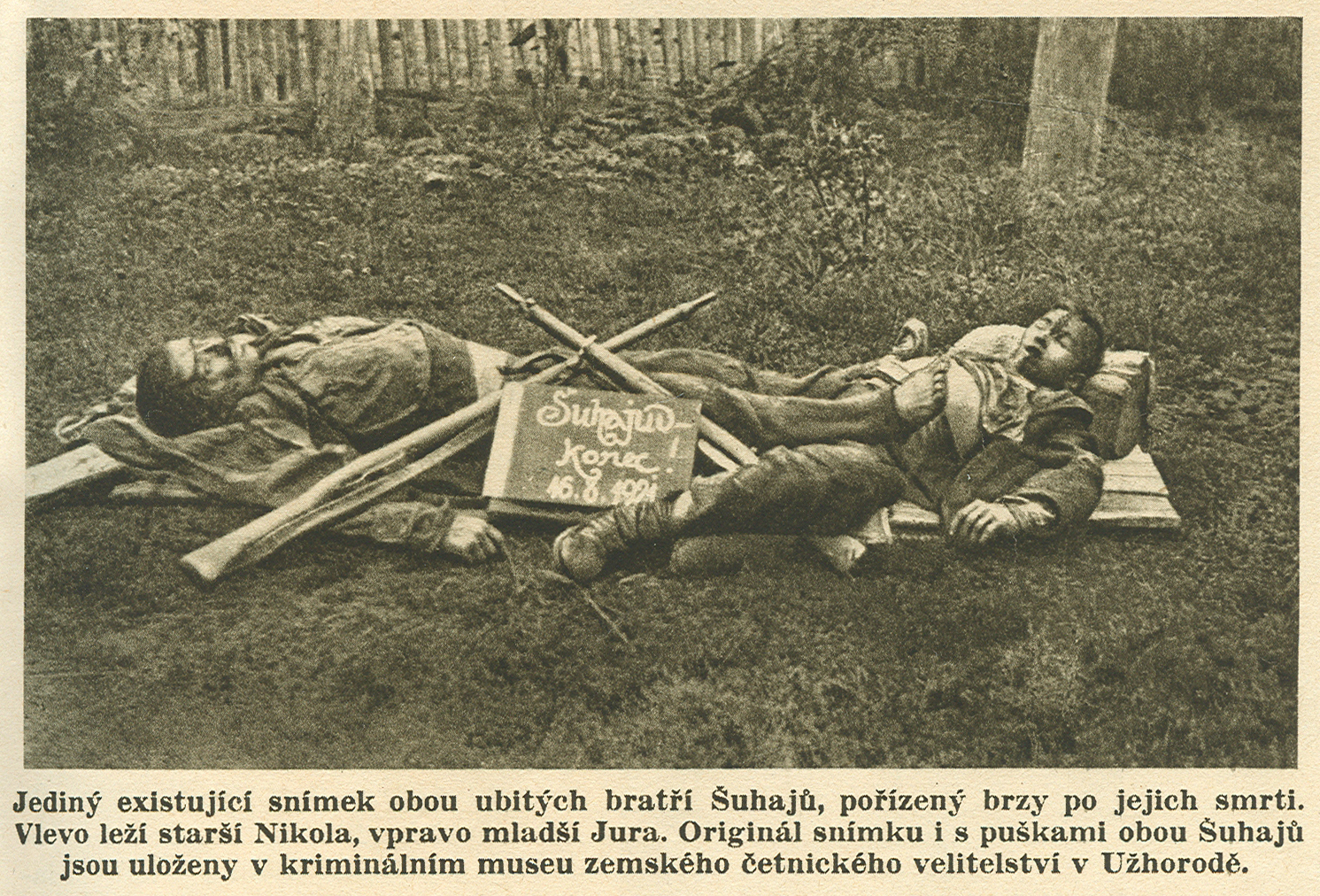
Снимок убитых разбойников Николая (слева) и его младшего брата Юрая (справа) Шугаев

В 1921 году за захват Николая Шугая была обещана награда в три тысячи крон. 16 августа 1921 Шугай (и его брат Юрий) был убит тремя своими бывшими товарищами. В декабре 1921 году Эржика Драч родила дочь Анну, в замужестве Штаер и через некоторое время вышла замуж за соседа Дербака. Умерла в 1988 году и похоронена на кладбище в Колочаве.
Брат Шугая — Иван Сюгай, преследовался советской властью как член УПА, он был застрелен при задержании в 1946 году.